# Obrežje (gmina Brežice)
Obrežje – wieś w Słowenii, w gminie Brežice. W 2018 roku liczyła 354 mieszkańców.